# Альваро де Фігероа-і-Торрес
Альваро де Фігероа і Торрес, граф де Романонес (ісп. Alvaro de Figueroa y Torres) (1863–1950), іспанський державний і політичний діяч, історик, дипломат, тричі очолював уряд Іспанії.

## Життєпис
Син багатого землевласника, Фігероа і Торрес вивчав юриспруденцію в Мадридському університеті. Відмовився від кар'єри адвоката на користь політичної діяльності. У 1886 році був обраний в Конгрес депутатів і полягав у Ліберальної партії, організованої Пракседесом Сагасти. Лідер іспанської Ліберальної партії (з 1912), в 1912-13, 1915-1917, 1918-19 прем'єр-міністр. Автор праць з історії Іспанії XIX-XX ст. Був одружений з Касільдою Алонсо-Мартінес, дочкою міністра Мануеля Алонсо Мартінеса, з якою у нього було семеро дітей: Касільда, Луїс, Альваро, Карлос, Хосе, Едуардо і Агустін.
Він помер в Мадриді 11 вересня 1950 року
Був міністром закордонних справ Іспанії з 25.02.1916 по 30.04.1916рр.; З 09.11.1918 по 15.04.1919 рр.; З 18.02.1931 по 14.04.1931 рр.